# Skoki do wody na Letnich Igrzyskach Olimpijskich 2012 – wieża 10 m synchronicznie kobiet
Konkurs skoków do wody z wieży 10 m kobiet synchronicznie podczas Letnich Igrzysk Olimpijskich 2012 rozegrany został 31 lipca. Zawody rozgrywane były w Aquatics Centre.

## Format
W każdej rundzie para zawodniczek wykonuje po 5 skoków. Zawodniczki ocenia 11 sędziów: po trzech na każdą zawodniczkę i pięciu ocenia synchronizację skoków. Pod uwagę brane są tylko środkowa ocena każdej z zawodniczek i trzy środkowe oceny synchronizacji. Z tych pięciu ocen liczona jest średnia, którą następnie mnoży się przez 3 i przez stopień trudności skoków co daje końcowy wynik. Wszystkie noty są sumowane i wygrywa para z najlepszym wynikiem końcowym.

## Terminarz
Czas UTC+1:00
| Data                 | Godzina | Runda |
| -------------------- | ------- | ----- |
| Wtorek 31 lipca 2012 | 15:00   | Finał |

## Wyniki
Wyniki:
| Pozycja | zawodniczki                          | Skok  | Skok  | Skok  | Skok  | Skok  | Suma punktów |
| Pozycja | zawodniczki                          | 1     | 2     | 3     | 4     | 5     | Suma punktów |
| ------- | ------------------------------------ | ----- | ----- | ----- | ----- | ----- | ------------ |
| złoto   | Chen Ruolin Wang Hao                 | 53.40 | 56.40 | 81.00 | 89.28 | 88.32 | 368.40       |
| srebro  | Paola Espinosa Alejandra Orozco      | 51.60 | 50.40 | 84.40 | 75.24 | 81.60 | 343.32       |
| brąz    | Meaghan Benfeito Roseline Filion     | 53.40 | 52.80 | 75.60 | 73.26 | 82.56 | 337.62       |
| 4       | Loudy Wiggins Rachel Bugg            | 52.20 | 50.40 | 72.90 | 70.29 | 77.76 | 323.55       |
| 5       | Sarah Barrow Tonia Couch             | 54.00 | 53.40 | 68.16 | 68.40 | 77.76 | 321.72       |
| 6       | Nora Subschinski Christin Steuer     | 53.40 | 49.80 | 76.80 | 64.38 | 68.40 | 312.78       |
| 7       | Leong Mun Yee Pandelela Rinong       | 52.80 | 54.00 | 70.20 | 60.48 | 71.04 | 308.52       |
| 8       | Julia Prokopczuk Wiktoria Potiechina | 51.60 | 49.80 | 68.16 | 64.80 | 65.28 | 299.64       |